# Новолакський район
Новолакський район (лакськ. ЦӀуссалакрал район чеч. Ӏовхойн кІошт, до 1944 р. Ауховський район) — адміністративно-територіальне утворення (муніципальний район) у складі Республіки Дагестан, Росія.
Адміністративний центр — село Новолакське.

## Географія
Розташований в передгірській північно-західній частині республіки Дагестан, на північний захід від міста Хасав'юрт. Район межує на заході — з Чеченською республікою, на півночі і сході — з Хасав'юртівським, на південному сході — з Казбеківським районами Дагестану. Площа території — 180 км².

## Населення
Населення — 31 468 осіб.
Національний склад
Лакці, переселені в новостворений (після виселення чеченців) Новолакского район, становили в 1950-1980-і роки абсолютну більшість населення цього району: від 77,3 % в 1959 році до 50,9 % в 1989 році. У 2002 році лакці склали вже 46,0 % населення району..
Національний склад населення за даними  Всеросійського перепису населення
 2010 :
| Народ        | Чисельність, чол. | Частка від усього населення,% |
| ------------ | ----------------- | ----------------------------- |
| Лакці        | 13852             | 48,51 %                       |
| Чеченці      | 7922              | 27,74 %                       |
| Аварці       | 6255              | 21,90 %                       |
| Росіяни      | 101               | 0,35 %                        |
| Даргинці     | 100               | 0,35 %                        |
| Кумики       | 54                | 0,19 %                        |
| Лезгини      | 43                | 0,15 %                        |
| Інші         | 85                | 0,30 %                        |
| Не зазначили | 144               | 0,50 %                        |
| Усього       | 28556             | 100,00 %                      |

## Економіка
Заснована в основному на сільському господарстві різних видів діяльності та форм господарювання. Основною сільськогосподарською продукцією, виробленої в районі, є зерно. Перспективним вважається відродження тваринництва, виноградарства та садівництва.